# Ян Мелецький
Ян Мелецький гербу Гриф (пол. Jan Mielecki, пом. 1561) — польський шляхтич, ротмістр на Поділлі (1526—1534), подільський воєвода (1547 р.), маршалок великий коронний (1556 р.). Батько великого коронного гетьмана Миколая Мелецького.

## Біографія
23 червня 1531 року брав участь у війні проти Молдавії, у складі 6000 війська Яна Амора Тарновського, його коругви налічували 500 чоловік. Був відправлений Я. А. Тарновським на здобуття Покуття. Пізніше брав участь в битві під Гвіздцем, Обертином. 1535 року брав участь у поході війська під командуванням Яна Амора Тарновського на Сівершину, при здобутті Стародуба, Гомеля. 1537 року разом з Миколаєм Сєнявським переміг татар під Паньківцями. У вересні 1557 року командував 20 тисячами польських військ в таборі біля Пасваліса перед польсько-московською війною 1558—1570 років.
Посади: каштелян чехувський 1535 р., вісьліцький 1540 р., староста хмільницький, городоцький, самбірський (1559).

### Власність
1549 р. отримав консенс на викуп сіл Бишів та Дрищів (Галицький повіт), державлення Черніїва та Хомикова король замінив дідичною власністю. Значні маєтки отримав як віно дружини, успадкував по тестеві.
З дружиною мали взаємний запис доживоття; пан Комарного, Жовтанців, Далеєва, Тумира, Настанова, Ковачина з 3-ма селами. Королівщини Коропець, Попільники, Задвір'я з 10-ма селами, Могильниця, війтівство в Тлумачі (було викуплене 1545 р. декретом короля каліським каштеляном Марціном Зборовським).